# Charles-Henri de Blainville
Pour les articles homonymes, voir Blainville.
Charles-Henri de Blainville (né en 1711 près de Tours ou à Rouen, et mort en 1769 ou après 1771 à Paris) est un compositeur, violoncelliste, pédagogue et théoricien français.

## Biographie
Le lieu de naissance de Charles-Henri de Blainville reste incertain : François-Joseph Fétis écrivit qu'il venait de Tours (ce que tous les autres biographes ont copiés), mais la page de titre de ses Six Sonates en trio op.1 attribue celles-ci à Mr. Blainville de Roüen.
Blainville est entré au service de la marquise de Villeroy. Il a écrit des œuvres vocales et instrumentales qui ont eu peu de succès. En 1751, il s'est fait connaître en affirmant qu'il existait un « troisième mode », entre le mineur et le majeur. Il a écrit deux ouvrages théoriques : L'Esprit de l'art musical ou réflexions sur la musique et l’Histoire générale, critique et philosophie de la musique.

## Œuvres (choix)
Opéras
- Thésée, opéra (perdu)
- Miadas, comédie héroïque en un acte (Paris, 1753) (perdu)

Musique orchestrale
- Symphonie à double quatuor, représenté au Concert spirituel en 1741, perdu
- Six simphonies op.1, vers 1750
- Six simphonies op.2, vers 1750

Musique de chambre
- Six sonates en trio pour deux violons ou deux flûtes et basse Op. 1 (vers 1740)
- Premier livre de sonates pour le dessus de viole (vers 1750)
  - I en ré majeur
  - II en sol majeur
  - III en fa majeur
  - IV en si mineur
  - V en la majeur
  - VI en sol majeur
- Second livre de sonates à deux violoncelles (vers 1750)

Musique sacrée
- Les Secondes Leçons de Ténèbres (Paris, 1759)

Musique vocale profane
- La prise de Berg op Zoom (Paris, 1751)
- Le dépit amoureux (Paris, vers 1755)
- Ode, texte de Jean-Jacques Rousseau, pour une voix d'homme et basse, représenté au concert spirituel en 1757
- Récueil des récréations lyriques, pour deux voix, avec accompagnement de violon et violoncelle (Paris, 1771) perdu

## Écrits
- Charles Henri de Blainville, Essai sur un troisième mode (1751)
- Charles Henri de Blainville, L'Esprit de l'art musical ou réflexions sur la musique (1754), Minkoff (Editions) (éd. 1975)  (ISBN 2-8266-0596-8)
- Charles Henri de Blainville, Histoire générale, critique et philosophie de la musique (1767), Grand livre du mois (Le), (éd. 1972)   (ISBN 2-286-60304-9)